# Siegel Iowas
Das Siegel des US-Bundesstaates Iowa wurde im Jahr 1847  festgelegt.

## Beschreibung
Das Siegel von Iowa zeigt einen Bürgersoldaten, der in einem Weizenfeld steht und von Landwirtschafts- und Industriewerkzeugen umgeben ist.
Im Hintergrund ist der Mississippi River sichtbar. 

Flagge Iowas

Darüber trägt ein Adler das Motto des Staates auf einem Banner:
„Our liberties we prize, and our rights we will maintain.“
Dieses Motto findet sich auch auf der Flagge Iowas.
Das Siegel von Iowa ist im Iowa Code 1A.1 wie folgt ausführlich beschrieben: 
„The secretary of state be, and is, hereby authorized to procure a seal which shall be the great seal of the state of Iowa, two inches in diameter, upon which shall be engraved the following device, surrounded by the words, 'The Great Seal of the State of Iowa' - a sheaf and field of standing wheat, with a sickle and other farming utensils, on the left side near the bottom; a lead furnace and pile of pig lead on the right side; the citizen soldier, with a plow in his rear, supporting the American flag and liberty cap with his right hand, and his gun with his left, in the center and near the bottom; the Mississippi river in the rear of the whole, with the steamer Iowa under way; an eagle near the upper edge, holding in his beak a scroll, with the following inscription upon it: Our liberties we prize, and our rights we will maintain.“

## Geschichte
Das Siegel wurde am 25. Februar 1847 von der ersten Generalversammlung festgelegt. Seitdem hat es keine Änderung an dem Gesetz gegeben, das das Siegel festlegt. 
Das Siegel von Iowa befindet sich in Verwahrung beim Gouverneur und wird von diesem für offizielle Zwecke verwendet. 